# 야마자키마작
야마자키마작 주식회사(Yamazaki Mazak Corporation, 일본어: ヤマザキマザック株式会社, Yamazaki Mazakku Kabushiki-gaisha)는 일본 아이치현 니와군 오구치정에 본사를 둔 일본 공작기계 제조업체이다. 대부분의 국가에서는 마작(Mazak)이라고 불린다.

## 역사
이 회사는 1919년 나고야시에서 야마자키 사다키치가 냄비와 프라이팬을 만드는 작은 회사로 설립했다. 1920년대에는 매트 제조 기계를 거쳐 목공 기계, 금속 가공 공작 기계, 특히 선반으로 발전했다. 이 회사는 제2차 세계 대전 이전과 전쟁 중에 일본의 산업 발전의 일부였지만, 당시 일본의 다른 산업과 마찬가지로 전쟁의 결과로 인해 겸손해졌다.
1950년대와 1960년대에 창업자의 아들들 밑에서 야마자키가 부활했고, 1960년대에는 미국 시장에 수출하는 기업으로 자리매김했다. 1970년대와 1980년대에 공작 기계 제작 작업을 포함하여 미국 내에서 더 큰 규모의 사업장을 설립했으며 그 이후로 해당 시장과 글로벌 공작 기계 시장에서 가장 중요한 회사 중 하나가 되었다.
1980년대에는 영국 우스터에 유럽 제조 공장을 설립하고 전 세계 판매 및 고객 지원 네트워크를 구축했다. 현재 회사는 일본 5개, 중국 2개, 싱가포르 1개, 미국 1개, 영국 1개 등 전 세계적으로 10개의 공장을 운영하고 있다.

## 참고 문헌
- Holland, Max (1989), 《When the Machine Stopped: A Cautionary Tale from Industrial America》, Boston: Harvard Business School Press, ISBN 978-0-87584-208-0, OCLC 246343673.